# Mesochorus sublimis
Mesochorus sublimis är en stekelart som beskrevs av Schwenke 1999. Mesochorus sublimis ingår i släktet Mesochorus och familjen brokparasitsteklar. Inga underarter finns listade i Catalogue of Life.